# La Voix que vous allez entendre
Pour plus de détails, voir Fiche technique et Distribution.
La Voix que vous allez entendre (The Next Voice You Hear...) est un film américain en noir et blanc de William A. Wellman, sorti en 1950.

## Synopsis
Pendant une semaine, tous les soirs à 8h30, la voix de Dieu est entendue sur les radios du monde entier dans la langue du pays (la voix de Dieu n'est jamais entendue directement pendant le film). La voix ne pouvant être enregistrée, les six courts messages donnés par Dieu sont retranscrits et répétés à la radio de façon que les spectateurs prennent connaissance de la teneur des messages. Cela perturbe la vie des habitants d'une ville américaine, et particulièrement celle de la famille Smith.

## Fiche technique
- Titre : La Voix que vous allez entendre
- Titre original : The Next Voice You Hear...
- Réalisation : William A. Wellman
- Scénario : Charles Schnee, d’après la nouvelle The Next Voice You Hear 1948 Hearst's International-Cosmopolitan de George Sumner Albee
- Producteur : Dore Schary
- Société de production et de distribution : Metro-Goldwyn-Mayer
- Photographie : William C. Mellor
- Montage : John Dunning
- Musique: David Raksin
- Direction artistique : Cedric Gibbons, Eddie Imazu
- Pays de production :  États-Unis
- Langue d'origine : anglais américain
- Format : noir et blanc — 35 mm — 1,37:1 — son : mono (Western Electric Sound System)
- Genre : drame
fantastique
- Durée : 83 minutes
- Dates de sortie :
  - États-Unis : 29 juin 1950
  - France : 14 août 1953

## Distribution
- James Whitmore : Joe Smith
- Nancy Davis : Mary Smith
- Gary Gray : Johnny Smith
- Lillian Bronson : Aunt Ethel
- Art Smith : Fred Brannan
- Tom D'Andrea : Harry "Hap" Magee
- Jeff Corey : Freddie Dibson